# 食益補
食益補太平洋有限公司（英語：Cerebos Pacific Limited），簡稱CPL，是一家在亚太地区销售保健品、食品和咖啡产品的公司，1983年在新加坡交易所上市，1990年三得利入主，2012年12月14日退市，2018年三得利將食益補持有的食品和速溶咖啡业务出售给卡夫亨氏。